# William Waldegrave, I barone Radstock
William Waldegrave, I barone Radstock (9 luglio 1753 – Londra, 20 agosto 1825) è stato un ammiraglio inglese.

## Biografia
Era il secondo figlio di John Waldegrave, III conte Waldegrave, e di sua moglie, Lady Elizabeth Leveson-Gower.

## Carriera
All'età di 13 anni iniziò la carriera militare nella Royal Navy, ricevendo, nel 1775, il comando della Zephyr, e promosso a vice ammiraglio nel 1795.
Partecipò alla Battaglia di Capo San Vincenzo. Gli venne offerto il titolo di baronetto, per la sua partecipazione alla battaglia, ma egli rifiutò l'offerta. Il 16 maggio 1797 fu nominato governatore di Terranova, Saint-Pierre e Miquelon, carica che mantenne fino al 1800. In quello stesso anno venne creato Barone Radstock, nel pari d'Irlanda.
Nel 1802, dopo il suo ritiro, venne promosso ammiraglio.

## Matrimonio
Sposò, il 28 dicembre 1785 a Smirne, Cornelia Jacoba van Lennep (18 settembre 1763-10 ottobre 1839), figlia di David van Lennep e Anne Leytstar. Ebbero nove figli:
- Granville Waldegrave, II barone Radstock (24 settembre 1786-11 maggio 1857);
- Lady Emily Susanna Laura Waldegrave (5 novembre 1787-12 aprile 1870), sposò Nicholas Westby, non ebbero figli;
- Lady Mary Waldegrave (26 dicembre 1788–1791);
- Lady Isabella Elizabeth Waldegrave (18 agosto 1792-21 ottobre 1866);
- Lady Harriet Ann Frances Waldegrave (20 ottobre 1793-26 luglio 1880);
- Lord William Waldegrave (7 giugno 1796-29 dicembre 1838), sposò Amelia Allport, non ebbero figli;
- Lady Caroline Waldegrave (7 giugno 1796-7 gennaio 1878), sposò Carew Anthony St. John-Mildmay, ebbero due figlie;
- Lord Augustus Waldegrave (4 febbraio 1803–novembre 1825);
- Lady Elizabeth Frances (24 novembre 1799–agosto 1800).

## Morte
Morì il 20 agosto 1825, all'età di 72 anni, a Portland Place, Londra.

## Ascendenza
|                                       |                                    |                                                 | Genitori                                          |  |  | Nonni |  |  | Bisnonni                              |  |  | Trisnonni                             |  |
|                                       |                                    |                                                 |                                                   |  |  |       |  |  | Henry Waldegrave, I barone di Chewton |  |  | Sir Charles Waldegrave, III baronetto |  |
|                                       |                                    |                                                 |                                                   |  |  |       |  |  | Henry Waldegrave, I barone di Chewton |  |  | Sir Charles Waldegrave, III baronetto |  |
|                                       |                                    | Eleanor Englefield                              |                                                   |  |  |       |  |  | Henry Waldegrave, I barone di Chewton |  |  |                                       |  |
| James Waldegrave, I conte Waldegrave  |                                    |                                                 |                                                   |  |  |       |  |  | Henry Waldegrave, I barone di Chewton |  |  |                                       |  |
|                                       |                                    | Lady Henrietta FitzJames                        | James II, re d'Inghilterra, di Scozia e d'Irlanda |  |  |       |  |  |                                       |  |  |                                       |  |
|                                       |                                    | Lady Henrietta FitzJames                        | James II, re d'Inghilterra, di Scozia e d'Irlanda |  |  |       |  |  |                                       |  |  |                                       |  |
|                                       |                                    | Lady Henrietta FitzJames                        | Arabella Churchill                                |  |  |       |  |  |                                       |  |  |                                       |  |
| John Waldegrave, III conte Waldegrave |                                    | Lady Henrietta FitzJames                        |                                                   |  |  |       |  |  |                                       |  |  |                                       |  |
|                                       |                                    | Sir John Webbe, III baronetto                   | Sir John Webbe, II baronetto                      |  |  |       |  |  |                                       |  |  |                                       |  |
|                                       |                                    | Sir John Webbe, III baronetto                   | Sir John Webbe, II baronetto                      |  |  |       |  |  |                                       |  |  |                                       |  |
|                                       |                                    | Sir John Webbe, III baronetto                   | Mary Blomer                                       |  |  |       |  |  |                                       |  |  |                                       |  |
| Mary Webbe                            |                                    | Sir John Webbe, III baronetto                   |                                                   |  |  |       |  |  |                                       |  |  |                                       |  |
|                                       |                                    | Barbara Belasyse                                | John Belasyse, I barone Belasyse                  |  |  |       |  |  |                                       |  |  |                                       |  |
|                                       |                                    | Barbara Belasyse                                | John Belasyse, I barone Belasyse                  |  |  |       |  |  |                                       |  |  |                                       |  |
|                                       |                                    | Barbara Belasyse                                | Lady Anne Paulet                                  |  |  |       |  |  |                                       |  |  |                                       |  |
| William Waldegrave, I barone Radstock |                                    | Barbara Belasyse                                |                                                   |  |  |       |  |  |                                       |  |  |                                       |  |
|                                       | John Leveson-Gower, I barone Gower | Sir William Leveson-Gower, IV baronetto         |                                                   |  |  |       |  |  |                                       |  |  |                                       |  |
|                                       | John Leveson-Gower, I barone Gower | Sir William Leveson-Gower, IV baronetto         |                                                   |  |  |       |  |  |                                       |  |  |                                       |  |
|                                       | John Leveson-Gower, I barone Gower | Lady Jane Granville                             |                                                   |  |  |       |  |  |                                       |  |  |                                       |  |
| John Leveson-Gower, I conte Gower     | John Leveson-Gower, I barone Gower |                                                 |                                                   |  |  |       |  |  |                                       |  |  |                                       |  |
|                                       |                                    | Lady Catherine Manners                          | John Manners, I duca di Rutland                   |  |  |       |  |  |                                       |  |  |                                       |  |
|                                       |                                    | Lady Catherine Manners                          | John Manners, I duca di Rutland                   |  |  |       |  |  |                                       |  |  |                                       |  |
|                                       |                                    | Lady Catherine Manners                          | Hon. Catherine Wriothesley Noel                   |  |  |       |  |  |                                       |  |  |                                       |  |
| Lady Elizabeth Leveson-Gower          |                                    | Lady Catherine Manners                          |                                                   |  |  |       |  |  |                                       |  |  |                                       |  |
|                                       |                                    | Evelyn Pierrepont, I duca di Kingston-upon-Hull | Robert Pierrepont                                 |  |  |       |  |  |                                       |  |  |                                       |  |
|                                       |                                    | Evelyn Pierrepont, I duca di Kingston-upon-Hull | Robert Pierrepont                                 |  |  |       |  |  |                                       |  |  |                                       |  |
|                                       |                                    | Evelyn Pierrepont, I duca di Kingston-upon-Hull | Elizabeth Evelyn                                  |  |  |       |  |  |                                       |  |  |                                       |  |
| Lady Evelyn Pierrepont                |                                    | Evelyn Pierrepont, I duca di Kingston-upon-Hull |                                                   |  |  |       |  |  |                                       |  |  |                                       |  |
|                                       |                                    | Lady Mary Feilding                              | William Feilding, III conte di Denbigh            |  |  |       |  |  |                                       |  |  |                                       |  |
|                                       |                                    | Lady Mary Feilding                              | William Feilding, III conte di Denbigh            |  |  |       |  |  |                                       |  |  |                                       |  |
|                                       |                                    | Lady Mary Feilding                              | Mary King                                         |  |  |       |  |  |                                       |  |  |                                       |  |
|                                       |                                    | Lady Mary Feilding                              |                                                   |  |  |       |  |  |                                       |  |  |                                       |  |